# Шульгинов, Александр Валерьевич
Александр Валерьевич Шульгино́в (род. 1 марта 1998) — российский шорт-трекист, Мастер спорта международного класса (2016). Участник Зимних Олимпийских игр 2018 года.

## Спортивная карьера
Родился 1 марта 1998 года в городе Клин, Московской области.
С детства занимался спортом — сначала бегом и лыжами, затем перешёл в конькобежный спорт. Воспитанник отделения шорт-трека спортивной школы олимпийского резерва «Клин спортивный» Клинского муниципального района. Тренеры — В. В. Григорьев и И. Г. Шистерова.
В сборной России с 2014 года. Трижды становился чемпионом России (2017—1000 м; 2016, 2017 — эстафета 5000 м). Один раз становился серебряным призёром чемпионата России (2015 — эстафета 5000 м) и трижды — бронзовым (2017 — многоборье, 500 м; 2016—1500 м).
На чемпионатах Европы по шорт-треку 2017 года в Турине и 2018 года в Дрездене завоёвывал серебряные медали в эстафете на 5000 м.
В феврале 2018 года представлял Россию на Зимних Олимпийских играх 2018 года в Пхёнчхане.